# Анджело Поліціано

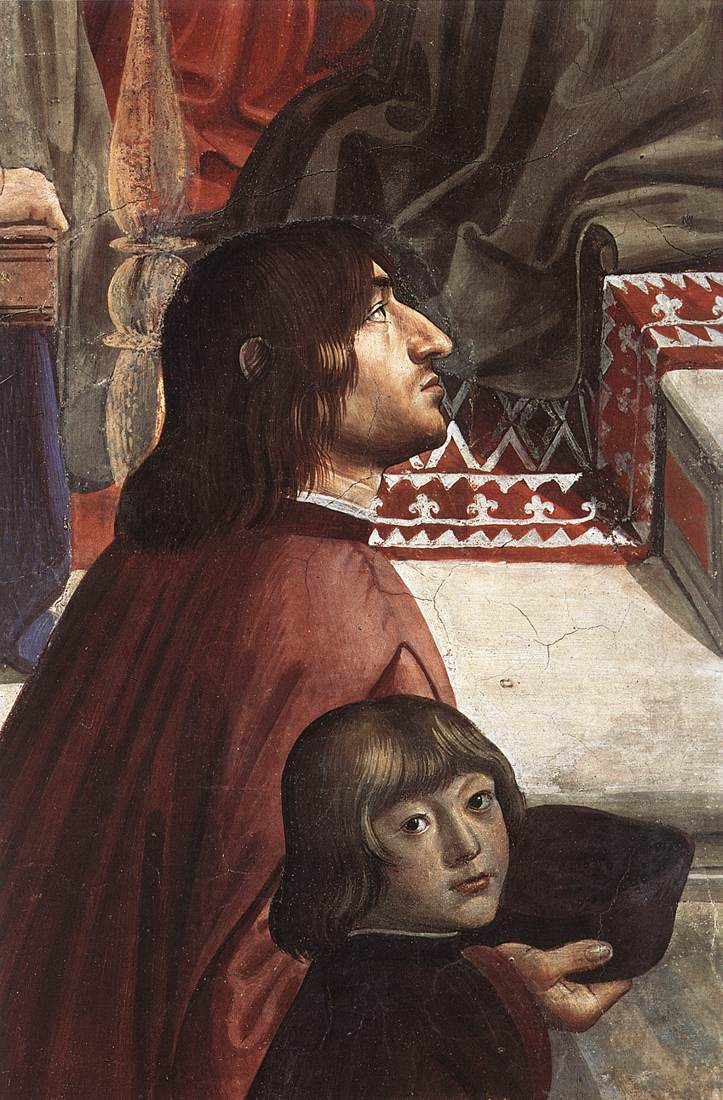
Анджело Поліціано (дорослий) на фресці Доменіко Гірландайо

Анджело Поліціано (справжнє прізвище — Амброджіні) (італ. Angelo Poliziano) (*14 липня 1454, Монтепульчано — †29 вересня 1494, Флоренція) — італійський поет і вчений-гуманіст.
Писав італійською, латинською і давньогрецькою мовами. В 16 років привернув до себе увагу перекладом 2—5-ї пісень «Іліади» латиною. Знавець античної, переважно римської, поезії, у своїй творчості орієнтувався на її зразки й форми. Писав оди, елегії, епіграми. Виявляв глибокий інтерес до фольклору і використовував його в ліричній поезії італійською мовою. Найзначніші твори Поліціано — поема «Станси для турніру» (написано між 1475—1478) і драма у віршах «Сказання про Орфея» (пост. 1480). У своїй творчості прагнув втілити ренесансний ідеал прекрасної людини в гармонійному світі. Був одним з найвидатніших представників історико-філологічної науки Відродження.

## Твори
- Поема Stanze per la giostra, 1475—1478
- Драма у вірших Fabula di Orfeo, 1494
- Angelo Poliziano: Liber epigrammatum Graecorum. In: Filippomaria Pontani (Hrsg.): Edizione nazionale dei testi umanistici. Bd. 5, Ed. di Storia e Letteratura, Roma 2002, ISBN 88-8498-053-4.
- Omnium Angeli Politiani operum (quae quidem extare novimus) tomus … — Parrhisiis: Badius, 1519. Онлайн
- Німецьке видання щоденника Поліціано: Angelo Polizianos Tagebuch (1477—1479): mit vierhundert Schwänken und Schnurren aus den Tagen Lorenzos des Großmächtigen und seiner Vorfahren. — Jena: Diederichs, 1929. Онлайн